# Córdoba Club de Fútbol B
Maillots
Le Córdoba Club de Fútbol B est un club espagnol de football basé à Cordoue. Il constitue l'équipe réserve du Córdoba CF.

## Histoire
Le club est pour la première fois promu en Tercera División (quatrième division) en 1999. En 2013, il est pour la première fois promu en Segunda División B (troisième division).

## Saison par saison
| Saison    | Niveau | Division           | Place |
| --------- | ------ | ------------------ | ----- |
| 1997-1998 | 6      | 1ª Reg.            | —     |
| 1998-1999 | 5      | Reg. Pref.         | 2e    |
| 1999-2000 | 4      | Tercera División   | 12e   |
| 2000-2001 | 4      | Tercera División   | 8e    |
| 2001-2002 | 4      | Tercera División   | 7e    |
| 2002-2003 | 4      | Tercera División   | 8e    |
| 2003-2004 | 4      | Tercera División   | 18e   |
| 2004-2005 | 5      | 1ª Andaluza        | 2e    |
| 2005-2006 | 4      | Tercera División   | 16e   |
| 2006-2007 | 4      | Tercera División   | 13e   |
| 2007-2008 | 4      | Tercera División   | 13e   |
| 2008-2009 | 4      | Tercera División   | 17e   |
| 2009-2010 | 4      | Tercera División   | 9e    |
| 2010-2011 | 4      | Tercera División   | 10e   |
| 2011-2012 | 4      | Tercera División   | 10e   |
| 2012-2013 | 4      | Tercera División   | 2e    |
| 2013-2014 | 3      | Segunda División B | 11e   |
| 2014-2015 | 3      | Segunda División B | 18e   |
| 2015-2016 | 4      | Tercera División   | 1er   |
| 2016-2017 | 3      | Segunda División B | 11e   |

| Saison    | Niveau | Division              | Place |
| --------- | ------ | --------------------- | ----- |
| 2017-2018 | 3      | Segunda División B    | 18e   |
| 2018-2019 | 4      | Tercera División      | 8e    |
| 2019-2020 | 4      | Tercera División      | 19e   |
| 2020-2021 | 4      | Tercera División      | 7e    |
| 2021-2022 | 5      | Tercera División RFEF | 6e    |
| 2022-2023 | 5      | Tercera Federación    | 2e    |
| 2023-2024 | 5      | Tercera Federación    | 13e   |
| 2024-2025 | 5      | Tercera Federación    | 11e   |
| 2025-2026 | 5      | Tercera Federación    |       |

- 4 saisons en Segunda División B (D3)
- 17 saisons en Tercera División (D4)
- 5 saisons en Tercera Federación (D5)